# Banksula
Banksula es un género de Grassatores en la familia Phalangodidae. Existen diez especies descriptas, todas ellas son endémicas de California, Estados Unidos.
El nombre del género hace honor a Nathan Banks, quien describió la especie tipo.

## Especies
- Banksula californica (Banks, 1900)
- Banksula galilei Briggs, 1974
- Banksula grahami Briggs, 1974
- Banksula grubbsi Briggs & Ubick, 1981
- Banksula incredula Ubick & Briggs, 2002
- Banksula martinorum Briggs & Ubick, 1981
- Banksula melones Briggs, 1974
- Banksula rudolphi Briggs & Ubick, 1981
- Banksula tuolumne Briggs, 1974
- Banksula tutankhamen Ubick & Briggs, 2002